# 살인의 죄
살인의 죄(殺人－罪)는 사람을 살인함으로써 성립하는 죄(250조-256조)이다.

## 해당 조문
- 대한민국 형법 제250조(살인, 존속살인)
- 대한민국 형법 제251조(영아 살해)
- 대한민국 형법 제252조(촉탁, 승낙에 의한 살인)
- 대한민국 형법 제253조(위계 또는 위력에 의한 촉탁, 승낙 살인)
- 대한민국 형법 제254조(미수범)
- 대한민국 형법 제255조(예비음모)
- 대한민국 형법 제256조(자격정지)

## 같이 보기
- 살인
- 존속 살해
- 영아 살해